# Skipsfjorden (Nordkap)
 For alternative betydninger, se Skipsfjorden. (Se også artikler, som begynder med Skipsfjorden)
Skipsfjorden (nordsamisk: Skiipavuotna) er en fjord på Magerøya i Nordkap kommune i Troms og Finnmark fylke i Norge. Fjorden har indløb mellem Skipsfjordneset i nordvest og Selvågklubben i sydøst og går fire kilometer mod vest til Skipsfjord i enden af fjorden.
Skipsfjorden ligger lige nord for Honningsvåg og  Honningsvåg lufthavn ligger på sydsiden af fjorden. Landsbyen Skipsfjord ligger på nordsiden i enden af fjorden, mens bebyggelsen Austerelva ligger på sydsiden.
Fjorden har en  dybde på op til 101 meter, helt yderst i fjorden. 
Europavej E69 går langs sydsiden af fjorden.